# Wendwilsonite
La wendwilsonite è un minerale.